# BorgWarner Esslingen
Die BorgWarner Esslingen GmbH, ehemals Gustav Wahler GmbH und Co. KG., ist ein Automobilzulieferer mit Sitz in Esslingen am Neckar in Baden-Württemberg. Das Unternehmen konzentriert sich auf das Temperatur- und Abgasmanagement von Verbrennungsmotoren.

## Geschichte
Im Jahr 1902 gründete Gustav Wahler ein Unternehmen für Metalldrückarbeiten in Pforzheim. Dieses zog 1911 an den Hauptsitz in Esslingen am Neckar um. Bereits im Jahr 1928 wurden Balg-Thermostaten in Serie für die Automobilbranche hergestellt. 1967 wurde ein weiterer Standort im nicht weit entfernten Oberboihingen eröffnet. Damit begann Wahler mit der Expansion und gründete 1973 in Brasilien die erste Tochtergesellschaft im Ausland. Anfang der 1980er Jahre begann man mit der Großserienproduktien von Abgasrückführungsleitungen und 1994 mit der Serienfertigung von Abgasrückführungsventilen. Gegen Ende der 1990er Jahre expandierte Wahler erneut und gründete Niederlassungen in Argentinien und Nordamerika. Im folgenden Jahr lief bei dem Unternehmen die serienmäßige Produktion von elektrisch beheizten Thermostaten an.
Im Dezember 2013 gab der US-amerikanische Automobilzulieferer BorgWarner mit Sitz in Auburn Hills, Michigan, bekannt, dass er alle Anteile an der Gustav Wahler GmbH u. Co. KG übernehmen wird. Zum 1. April 2014 erfolgte die Übernahme. Der Name Wahler soll als Produktmarke im Unternehmen erhalten bleiben.
Zum 1. April 2019 wurde der Bereich Thermostate an die Arlington Germany GmbH verkauft. Nach der Insolvenz von Arlington Germany GmbH wurde der Standort Oberboihingen von der neu gegründeten Firma Thermal Management Solutions DE Oberboihingen zum 27. Februar 2021 gekauft. Mit dem Kauf gingen die Markenrechte am Logo sowie am Namen an die neue Firma über.

## Produkte
Der Automobilzulieferer stellt Komponenten für Verbrennungsmotoren her. Die Thermostate von Wahler regeln gezielt die Temperatur von Kühlkreisläufen (wie etwa von Kraftstoff, Wasser, Öl oder Luft). Ventile und Klappen steuern als Komponenten von Abgasrückführungssystemen den Weg und die Menge des Abgasstroms. Leitungen des Unternehmens stellen Verbindungen am Motor für den Transport von Kühl- und Schmierflüssigkeiten oder heißen Abgasen her.

## Standorte
Das Unternehmen unterhält sieben Standorte weltweit:
- Hauptsitz Esslingen am Neckar
- Werk Oberboihingen, Baden-Württemberg
- Werk Šahy, Slowakei
- Werk Hangzhou, Volksrepublik China
- Werk Pune, Indien
- Werk Piracicaba, Brasilien
- Niederlassung Livonia, Michigan, Vereinigte Staaten